# M2M
För tekniken med denna beteckning se Maskin-till-maskin-kommunikation
M2M var en norsk popduo bestående av Marit Larsen och Marion Raven. Duon bildades i Lørenskog 1998 och debuterade med singeln "Don't Say You Love Me" 1999 efter att de hade blivit signade av Atlantic Records. De släppte sitt första album Shades of Purple 2000 och uppföljaren The Big Room 2002 innan de splittrades senare samma år. Både Larsen och Raven fortsatte dock som soloartister.

## Bakgrundshistoria
Tjejerna träffades i 5-årsåldern när Marion Ravn flyttade in i samma kvarter som Marit Larsen i det lilla samhället Lørenskog. De fortsatte att vara vänner genom åren och båda hade ett musikaliskt intresse. Deras första musikalbum kom ut i mars 1996: Marit & Marion: Synger kjente barnesanger (”Sjunger kända barnvisor”).
1999 kom deras genombrott med den första låten under namnet M2M: "Don’t Say You Love Me" kom med i filmen Pokémon: The First Movie - Mewtwo Strikes Back. Det gjordes en musikvideo till låten i två olika versioner: en med små klipp från filmen och en utan. Den utan Pokémon-sekvenserna var den som visades på TV-kanaler som MTV; den med följde med Pokemon The Original Soundtrack.
Gruppen var som störst i Norge, Australien och i Asien.
Efter att deras andra album The Big Room släpptes 2002 splittrades gruppen. Det tros att detta berodde på att albumet sålde dåligt i USA och att skivbolaget Atlantic Records såg större potential i Marion Raven själv än som i gruppen M2M. Dock släppte Atlantic Records utan medlemmarnas medverkan en samlingsskiva efter splittringen: The Day You Went Away: The Best of M2M, som också innehöll några tidigare osläppta låtar.
Marion Raven släppte sitt soloalbum Here I Am 2005, efter många förseningar. Marit Larsen släppte sitt första egna album Under the Surface den 6 mars 2006.

## Diskografi

### Studioalbum
| År   | Albumdetaljer                                                                        | Högsta listplaceringar | Högsta listplaceringar | Högsta listplaceringar | Högsta listplaceringar | Certifikat                                                        |
| År   | Albumdetaljer                                                                        | NOR                    | AUS                    | US                     | JAP                    | Certifikat                                                        |
| ---- | ------------------------------------------------------------------------------------ | ---------------------- | ---------------------- | ---------------------- | ---------------------- | ----------------------------------------------------------------- |
| 2000 | Shades of Purple - Första studioalbumet - Släppt: 27 mars 2000 - Skivbolag: Atlantic | 7                      | 63                     | 89                     | 97                     | - EU: Platina - TH: 8× Platina - IND: 7× Platina - PH: 4× Platina |
| 2002 | The Big Room - Andra studioalbumet - Släppt: 5 mars 2002 - Skivbolag: Atlantic       | 16                     | 61                     | —                      | 95                     | - EU: Guld - TH: 5× Platina - PH: 5× Platina - IND: 2× Platina    |

### Samlingsalbum
| År   | Albumdetaljer                                                                      |
| ---- | ---------------------------------------------------------------------------------- |
| 2003 | The Day You Went Away: The Best of M2M - Släppt: 8 juli 2003 - Skivbolag: Atlantic |

### Singlar
| År   | Titel                   | Högsta listplaceringar | Högsta listplaceringar | Högsta listplaceringar | Högsta listplaceringar | Högsta listplaceringar | Högsta listplaceringar | Högsta listplaceringar | Högsta listplaceringar | Högsta listplaceringar | Högsta listplaceringar | Högsta listplaceringar | Certifikat             | Album            |
| År   | Titel                   | NOR                    | AUS                    | BEL                    | CAN                    | FRA                    | NL                     | NZ                     | SWE                    | UK                     | US 100                 | US Dance               | Certifikat             | Album            |
| ---- | ----------------------- | ---------------------- | ---------------------- | ---------------------- | ---------------------- | ---------------------- | ---------------------- | ---------------------- | ---------------------- | ---------------------- | ---------------------- | ---------------------- | ---------------------- | ---------------- |
| 1999 | "Don't Say You Love Me" | 2                      | 4                      | 31                     | 12                     | 21                     | 16                     | 4                      | 17                     | 16                     | 21                     | —                      | - AUS: Guld - US: Guld | Shades of Purple |
| 2000 | "Mirror Mirror"         | —                      | 30                     | —                      | 13                     | —                      | —                      | —                      | —                      | —                      | 62                     | 18                     | - US: Guld             | Shades of Purple |
| 2000 | "Everything You Do"     | —                      | —                      | —                      | —                      | —                      | —                      | —                      | —                      | —                      | —                      | 21                     |                        | Shades of Purple |
| 2002 | "Everything"            | 6                      | 27                     | —                      | —                      | —                      | —                      | 44                     | —                      | —                      | —                      | —                      |                        | The Big Room     |
| 2002 | "What You Do About Me"  | —                      | 46                     | —                      | —                      | —                      | —                      | —                      | —                      | —                      | —                      | —                      |                        | The Big Room     |